# 雄安站
雄安站位于中华人民共和国河北省保定市雄县昝岗镇境内佐各庄村和关李马浒村西侧，距离雄安新区起步区20公里，有京雄城际铁路和建设中京雄商高速铁路、雄忻高速铁路经过，规划中的津雄城际铁路亦经过该站，现为中国铁路北京局集团有限公司北京车务段所辖车站。
雄安站规划总建设规模45.29万平方米，2018年8月29日开钻，2018年12月1日正式开工建设，2020年12月27日投入使用。受京冀两地疫情防控政策及雄安新区发展现状影响，2022年6月时，雄安站每天仅开行1趟往返北京西站的旅客列车，随着中国大陆疫情防控政策转变，目前列车开行已恢复正常，每日开行超过25班列车。

## 设计

### 总体设计
雄安站站房面积约13万平方米，以白洋淀水文化为设计灵感，采用水滴状椭圆造型，形似“青莲露珠”，也像涌出的泉水；屋顶的层层起伏形如平静水面泛起涟漪，立面设计融入中国传统大殿元素，展现中国文化基因；车站各条线路提供动力的牵引变电所首次被设置为全地下，为国内首次，并充分融入地面绿地景观。

### 装饰装修
雄安站站内结构柱多采用清水混凝土工艺，浇筑后不再进行装饰，保持原色。站顶采用了“光伏建筑一体化”的方式设置发电系统，大面积布置了光伏发电板，约4.2万平方米，可辅助车站、日常办公照明用电。自2020年12月正式并网发电以来，已累计发电超过1000万千瓦时。
由于本站地面站厅位于轨道下方，为减轻车辆噪音及震动，在站台墙立面及轨道楼板下方设置填充了玻璃丝棉的装配式降噪吸音板。工艺品方面，雄安站内设置了沿进站流线分布的二十四节气玻璃幕墙，机械齿轮与LCD屏幕结合布置的千年轮等工艺品。

## 结构

### 功能分布
雄安站站房地上三层，地下两层。其中，地上一层为地面候车大厅和配套公共场站，二层为铁路站台层及轨道交通雄安至北京大兴国际机场快线（R1线）、R2线预留站台层，三层为高架候车大厅；地下一层为商业开发区域，地下二层为城轨M1线规划预留空间。
| 3F   | 高架候车大厅（暂未开放） | 检票口（1-19C）、洗手间                              | 检票口（1-19C）、洗手间                              |
| 2F   | 站台层                   | 1-19站台、R1线、R2线站台                             | 1-19站台、R1线、R2线站台                             |
| 夹层 | 出站通廊                 | 出站口1-4、便捷换乘、补票处                          | 出站口1-4、便捷换乘、补票处                          |
| 夹层 | 付费区                   | 商业服务设施                                         | 商业服务设施                                         |
| 夹层 | 非付费区                 | 观光通道                                             | 观光通道                                             |
| 夹层 | 接驳车站                 | 通往雄县/容城县公交上客区                            | 通往雄县/容城县公交上客区                            |
| 1F   | 地面候车大厅             | 检票口（1-19A/B）、洗手间、12306服务台、商务座候车区 | 检票口（1-19A/B）、洗手间、12306服务台、商务座候车区 |
| 1F   | 进站通道                 | 进站口、安全检查、实名制核验                         | 进站口、安全检查、实名制核验                         |
| 1F   | 综合服务中心             | 综合服务中心（售票）                                 | 综合服务中心（售票）                                 |
| 1F   | 东广场（暂未开放）       | 公交车、出租车、停车场、大巴车落客区                 | 公交车、出租车、停车场、大巴车落客区                 |
| 1F   | 西广场                   | 西站前广场                                           | 西站前广场                                           |
| B1   | 城市通廊（暂未开放）     | 换乘大厅、地铁站厅                                   | 换乘大厅、地铁站厅                                   |
| B1   | 商业开发（暂未开放）     | 预留商业区域                                         | 预留商业区域                                         |
| B2   | M1站台层（暂未开放）     | M1线站台                                             | M1线站台                                             |

### 站线布置

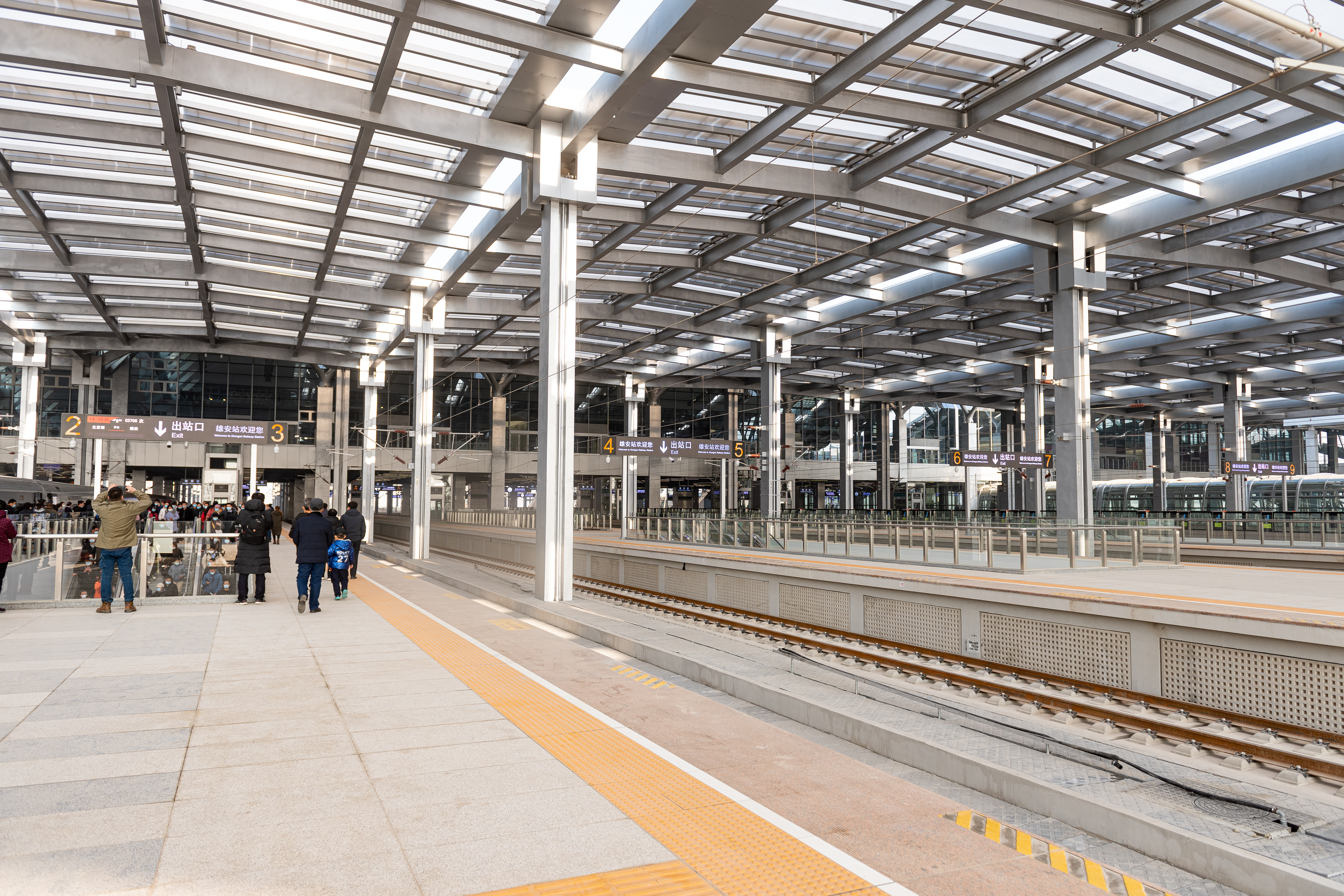
雄安站已启用的西侧站台

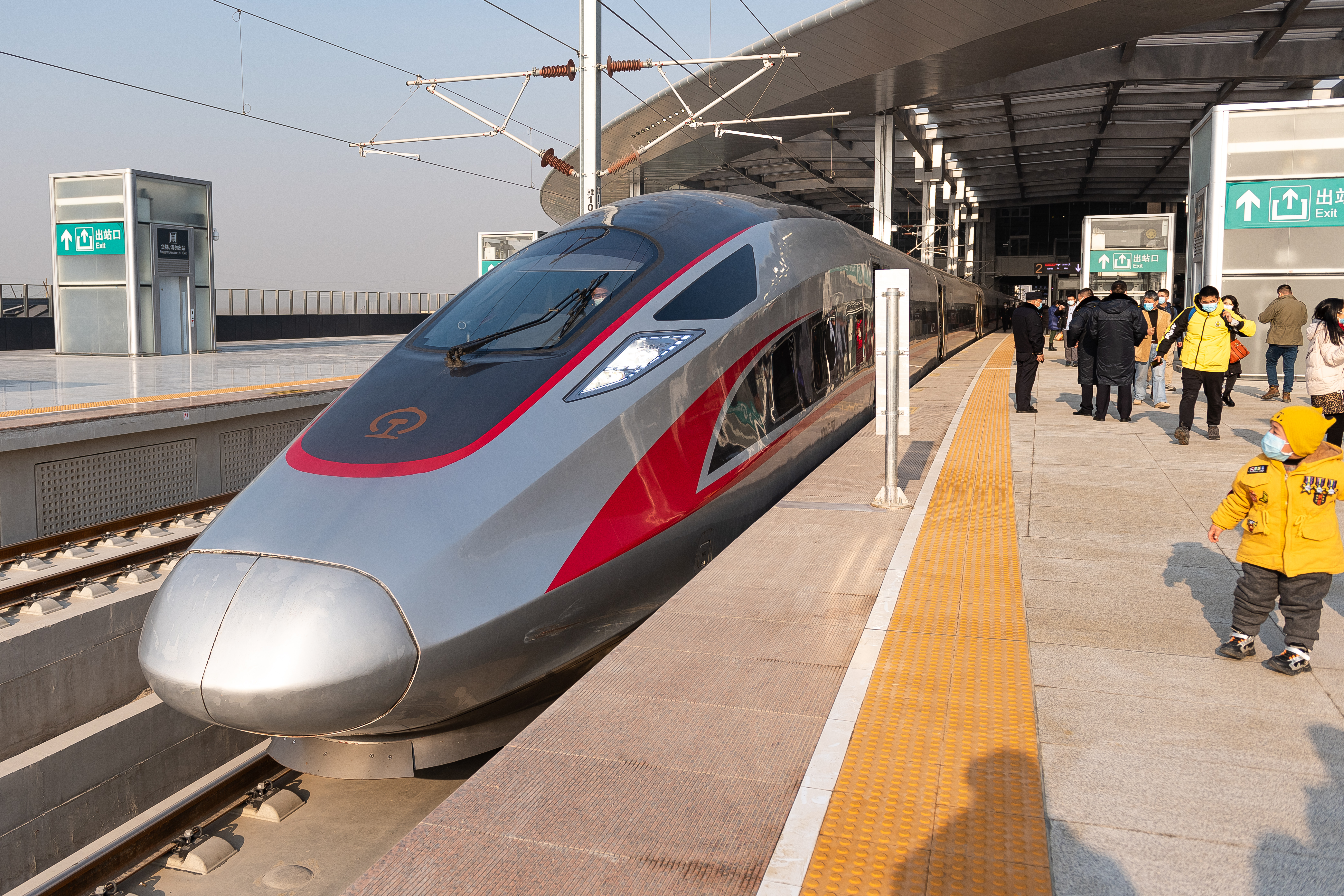
C2705次列车停靠在2站台

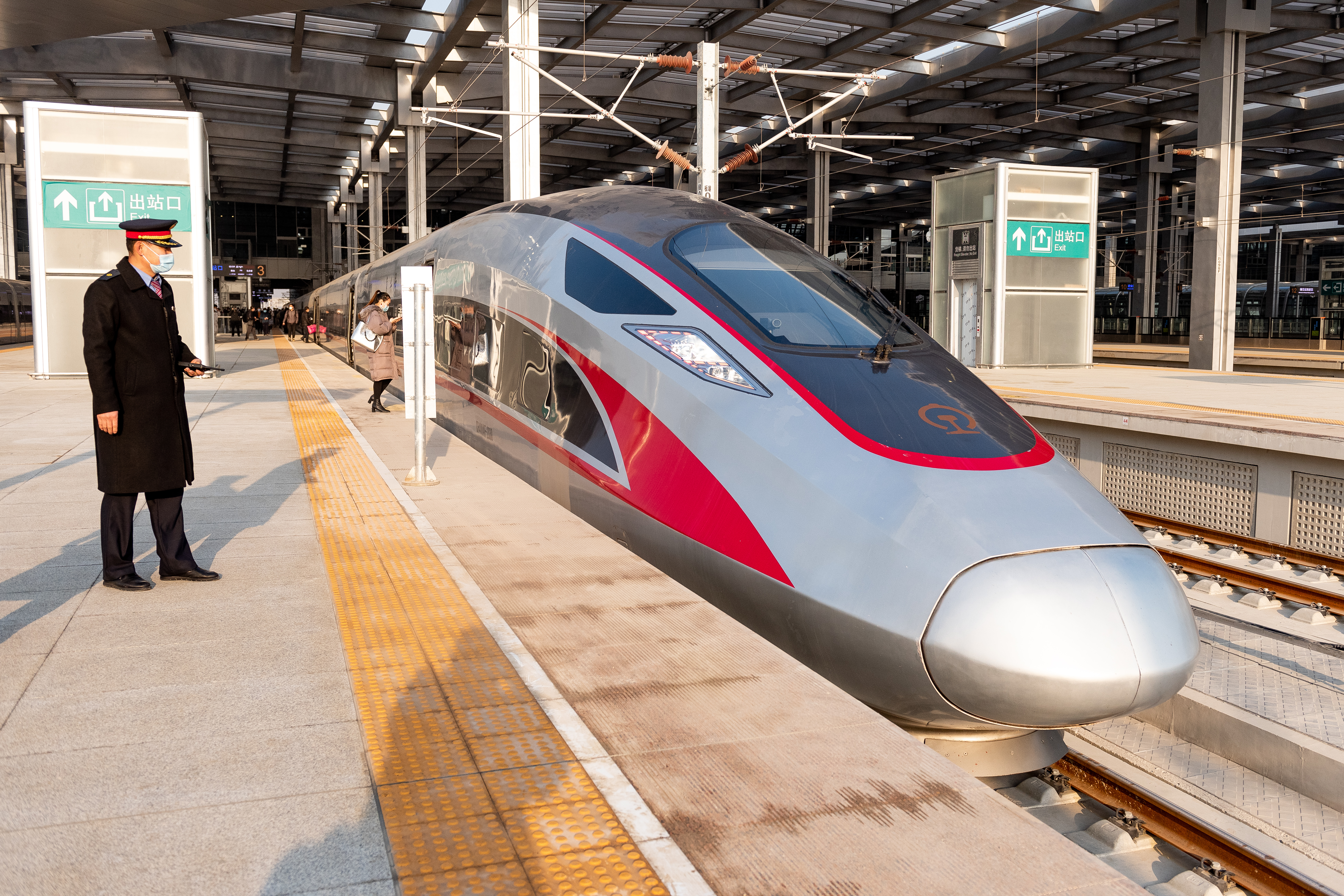
C2724次列车停靠在3站台

雄安站总站场规模为11台19线，西侧为京港台场，设侧式站台1座，岛式站台6座，共7台12线。东侧为津雄场，设4台7线。车站为高架候车室，东西两场之间设有大型玻璃天窗。
| 西                |                |                |
| 1号站台           |                |                |
| 到发线（1道）     |                |                |
| 到发线（2道）     |                |                |
| 2号站台 3号站台   |                |                |
| 到发线（3道）     |                |                |
| 到发线（4道）     |                |                |
| 4号站台 5号站台   |                |                |
| 到发线（5道）     |                |                |
| 到发线（6道）     |                |                |
| 6号站台 7号站台   |                |                |
| 到发线（7道）     |                |                |
| 到发线（8道）     |                |                |
| 8号站台 9号站台   |                |                |
| 到发线（9道）     |                |                |
| 到发线（10道）    |                |                |
| 10号站台 11号站台 |                |                |
| 到发线（11道）    |                |                |
| 到发线（12道）    |                |                |
| 12号站台 13号站台 |                |                |
| 到发线（13道）    |                |                |
| 到发线（14道）    |                |                |
| 14号站台 15号站台 |                |                |
| 到发线（15道）    |                |                |
| 到发线（16道）    |                |                |
| 16号站台 17号站台 |                |                |
| 到发线（17道）    |                |                |
| 到发线（18道）    |                |                |
| 18号站台 19号站台 |                |                |
| 到发线（19道）    |                |                |
| 到发线（R1道）    |                |                |
| 雄安轨道交通R1线  |                |                |
| 到发线（R1道）    |                |                |
| 到发线（R2道）    |                |                |
| 雄安轨道交通R2线  |                |                |
| 东                | 到发线（R2道） | 到发线（R2道） |

## 配套交通

### 轨道交通
雄安站高架津雄场东侧预留雄安至北京大兴国际机场快线（R1线）和R2线引入条件，站房中部地下（地下二层）预留地铁M1线引入条件。